# Empire Earth (jogo eletrônico de 2001)
Empire Earth, também conhecido como "EE", é um jogo eletrônico de estratégia em tempo real desenvolvido pela Stainless Steel Studios e publicado pela Sierra Entertainment que possibilita a construção e o controle de uma civilização ao longo de 500 milhares de anos de história, desde o descobrimento do fogo até as mais novas tecnologias. A exploração dos recursos naturais presentes no jogo (alimento, ferro, ouro, pedra e madeira) é indispensável para a evolução da civilização e a criação de unidades construtoras e de combate.

## Jogabilidade
O jogo Empire Earth difere do padrão dos jogos de estratégia em tempo real pois contém os modos de jogo normais (Cenário, Campanha e Jogo Aleatório), a opção Multi-Jogador e ainda um Editor de Cenários e Campanhas.

## Épocas
Empire Earth
- Prehistoric Age 500000 a.C. - 50000 a.C.
  - Esta época centra-se na Pré-História, o período mais primitivo do jogo.
- Stone Age 50000 a.C. - 5000 a.C.
  - A partir da Idade da Pedra, em EE, é possível construir pequenas embarcações. Corresponde ao fim da ultima era glacial e a época em que os seres humanos estavam iniciando a criar animais domésticos e a plantar colheitas.
- Copper Age 5000 a.C. - 2000 a.C.
  - Nesta época - que corresponde à Idade do Cobre da História real - a tecnologia ainda é baixa, mas ela já está mais desenvolvida. Correspondente a época da formação e surgimento das grandes civilizações do passado, como os egípcios, chineses, gregos, etc.
- Bronze Age 2000 a.C - 1 a.C.
  - Esta é a Idade do Bronze, onde é possível fazer legionários e armas mais evoluídas. Corresponde ao auge do Império Romano.
- Dark Age 1 d.C. - 900 d.C.
  - Dita "Idade das Trevas", onde é possível fazer bárbaros e viquingues. Esta época corresponde ao declínio do Império Romano.
- Middle Ages 900 d.C. - 1300 d.C.
  - Equivale à Idade Média, época das cruzadas e da Guerra dos Cem Anos.
- Renassaince 1300 d.C. - 1500 d.C.
  - Este é o Renascimento, época onde acontece uma revolução cultural na Europa, no início da Idade Moderna.
- Imperial Age 1500 d.C. - 1800 d.C.
  - A Era Imperial (dentro da Idade Moderna) seria o período da história onde foi adotado o estado do Império em alguns lugares. Nesta época nasce uma nova ideologia: o Iluminismo.
- Industrial Age 1800 d.C. - 1900 d.C.
  - Esta é a era onde acontece a Revolução Industrial.
- Atomic Age (World War I)
  - Esta era se situa na Primeira Guerra Mundial.
- Atomic Age (World War II)
  - Era da Segunda Guerra Mundial.
- Atomic Age (Modern)
  - Era atómica moderna, corresponde à época da Guerra Fria e ao início da globalização.
- Digital Age 2000 d.C. - 2100 d.C.
  - Nesta era, modelada com base em parâmetros puramente ficcionais, é possível construir robôs. Correspondente numa visão ficcional do Século 21.
- Nano Age 2100 d.C. - 2200 d.C.
  - Dita "Era da nanotecnologia", também ficcional. Corresponde ao século XXII.

Empire Earth: Art of Conquest
- Spacial Age a partir de 2200 d.C. 
  - "Era espacial", centrada na colonização de Marte (ficção).

## Campanhas
Assim como vários outros jogos de estratégia em tempo real, Empire Earth tem um "modo campanha". Nele cada cenário possui uma história e, ao jogar nele, você participará da história do cenário. Querendo vencer a campanha, você deve jogar e vencer todos os cenários em ordem. Com excepção da Campanha Russa, a missão "Operation Sealion" da Campanha Alemã e provavelmente os 4 primeiros cenários da Campanha Grega, todas as batalhas mostradas nesse modo de jogo realmente aconteceram.
Campanha de Aprendizagem
A primeira campanha do jogo é a campanha de aprendizagem, onde os jogadores são ensinados como jogar Empire Earth. Esta campanha não é requerida para ser jogada em uma ordem e foi dividida em duas partes. A primeira parte é sobre fundar e desenvolver a Fenícia, e a segunda parte é sobre fundar Constantinopla e desenvolver o Império Bizantino. Os jogadores são levados por cenários passo-a-passo para aprender o básico do jogo.
Campanha Grega
A primeira campanha real se passa na Grécia Antiga, com os 4 primeiros cenários focados na conquista do poder da Grécia. A história é sobre os povos helênicos, a guerra de Troia, a evolução de Atenas e os primeiros anos da guerra do Peloponeso, com alguns elementos fictícios . A segunda parte é sobre a vida de Alexandre, o Grande. Nos cenários sobre Alexandre você tem que esmagar a revolta de Tebas e Atenas. O ultimo cenário é a Batalha de Gaugamela, a captura da Babilônia e a batalha pelos portões da Pérsia. A campanha termina quando Alexandre e seu exército entram em Persépolis e Alexandre consegue escapar de uma tentativa de assassinato enquanto visita a tumba de Xerxes I.
Campanha Inglesa
A campanha Inglesa é sobre a luta entre a Inglaterra e França pela superioridade na Europa. Os primeiros 3 cenários são sobre Guilherme I de Inglaterra, sua vitória contra a rebelião dos Barões com a ajuda de Henrique I da França em 1047, e a Batalha de Hastings em 1066. Os 3 cenários seguintes acontecem durante (o primeiro inicia) a Guerra dos Cem Anos, Eduardo, o Príncipe Negro e suas incursões na França são retratadas nos cenários 4 e 5. O sexto cenário é sobre a história de Henrique V de Inglaterra. A primeira parte é sobre a intranquilidade interna dos lollardos. Henrique inicia o cenário escapando de Londres para Oxford, onde as suas unidades são protegidas de conversão pela Universidade de Oxford. Depois disso, igrejas lollardas têm de ser destruídas e a captura de Sir John Oldcastle pode ou não ser efetuada para destruir o movimento lollardo. Depois de uma cena com Henry Chichele, a segunda parte leva o jogador à França, onde Harfleur deve ser subjugada para ganhar um foothold. Finalmente, a Batalha de Azincourt. Os próximos dois cenários são liderados por Arthur Wellesley, 1.º Duque de Wellington, que encontrou Napoleão Bonaparte em batalha. O primeiro cenário trata da Batalha da Roliça e resulta na Convenção de Sintra, na Batalha de Talavera de la Reina e na expulsão de Napoleão da Espanha. O último cenário na campanha Inglesa é a Batalha de Waterloo, onde Napoleão morre em combate.
Campanha Alemã
Na campanha Alemã, os quatro primeiros cenários se passam na Primeira Guerra Mundial. O primeiro cenário conta como personagem principal o Barão Vermelho, Manfred von Richthofen. Na primeira missão o jogador deve levar Richtofen e o seu piloto, Count Holck, para um lugar seguro depois que o avião em que eles estavam foi derrubado na Polônia no verão de 1915. Nas missões seguintes, o jogador deve proteger carregamentos de materiais de guerra para a Alemanha; liderar as forças Alemãs na Batalha de Verdun, e dirigir o Kaiserschlacht na Batalha do Somme. A segunda parte, consiste de 3 cenários, trata da Alemanha Nazista e dos primeiros anos da Segunda Guerra Mundial na Europa. O primeiro cenário apresenta a Guerra-relâmpago , na qual o jogador deve conquistar a Polônia, Escandinávia, e França.
A missão seguinte trata da Batalha contra a Grã-Bretanha, com a participação do navio de guerra alemão Bismarck. No cenário final, o jogador lidera as forças alemãs na "Operação Leão-Marinho", que tem como objetivo a conquista da Grã-Bretanha.
Campanha Russa
Na Campanha Russa, o jogador lidera a Novaya Russia, uma reestruturação fictícia da Federação Russa. O jogo começa no ano de 2018, com o jogador levando o dissidente político russo Grigor Stoyanovich da cidade de Voronezh para a segurança em Volgograd, seguido por uma tomada de poder no Kremlin e em Moscou. O segundo cenário envolve a conquista da Europa pela Novaya Russia em 2035 D.C O terceiro cenário se passa em 2064 a.c onde Grigor então tem que acabar com um golpe de estado em Moscou, mas morre devido aos problemas de saúde decorrentes da idade avançada, sendo sucedido por um robô chamado de Grigor II. Sob a liderança de Grigor II e Molotov, a Novaya Russia continua  sua conquista do mundo invadindo e subjugando a China em 2092. No quinto cenário, durante uma tentativa de invasão dos Estados Unidos da América em 2097, o jogador comanda o desiludido general Molotov e a agente federal do EUA Molly Ryan enquanto eles tentam construir uma máquina do tempo para transportá-los de volta aos primeiros anos do século 21 e avisar o Grigor original do que iria acontecer no futuro. O último cenário se passa ao mesmo tempo que o primeiro. No final da missão, tanto Molotov quanto Ryan, dependendo do progresso anterior do jogo e não importando quem (pois o resultado é sempre o mesmo) informa Grigor das futuras atrocidades que a máquina Grigor II irá cometer, e impelem-no para reconsiderar sua tomada de poder. Apesar disso, Grigor já está muito influenciado pelo robô para escutar Molotov e Ryan, e ele ou ela não tem opção a não ser matar Grigor.